# La Phénoménale Vie de palace d'Hannah Montana
La Phénoménale Vie de palace d'Hannah Montana (That's So Suite Life of Hannah Montana) est un épisode crossover des séries Phénomène Raven, La Vie de palace de Zack et Cody et Hannah Montana, diffusé en trois parties le 28 juillet 2006 sur Disney Channel aux États-Unis. En France les épisodes sont sorties séparément.
Ces trois parties s'intitulent :
- Photo de Couverture (Checkin' Out) (cross-over avec Phénomène Raven Épisode 11 de la saison 4)
- Exemplaire unique (That's So Suite Life of Hannah Montana) (cross-over avec La Vie de palace de Zack et Cody Épisode 20 de la saison 2)
- La Nourrice improvisée (On the Road Again) (cross-over avec Hannah Montana Épisode 12 de la saison 1)

## Synopsis
- Quand Raven se voit être l'assistante de Dona Karbona, elle doit aller à l'hôtel Tipton de Boston pour surveiller deux garçons  pour Pistache.

- Zack et Cody préparent une fête surprise pour leur mère Carey, mais quand Raven a une vision que l'un des deux jumeaux se prend un gâteau en pleine tête, Cody commence à avoir peur de tout ce qui bouge.

- Maddie  met dans la tête d'Hannah Montana qu'elle fait de l'ombre à son père Roby Ray. Quand Hannah appelle l'ancien manager de son père, il part en tournée beaucoup trop longtemps alors que Miley et Jackson restent avec l'horrible Roxy !